# Reinhold Vetter
Reinhold Vetter (* 1946 in Hollabrunn) ist ein deutscher Journalist und Publizist.

## Leben
Reinhold Vetter war zunächst Ingenieur für Vermessungswesen. Nach seinem Studium in Politikwissenschaft und Journalistik arbeitete er 1984–1988 beim WDR-Hörfunk in Köln. Seit 1988 ist er als Korrespondent tätig, bis 1994 für die ARD (Hörfunk) in Warschau, anschließend für das Handelsblatt zunächst in Warschau (1994–2000), dann in Budapest (2000–2003) und seit 2004 wieder in Warschau. Er schreibt auch für Osteuropa und Internationale Politik. Derzeit lebt er als freier Wissenschaftler und Autor in Berlin und Warschau.
Sein Arbeitsschwerpunkt bildet dabei weiterhin auf Zeitgeschichte, Politik und Wirtschaft in Ostmitteleuropa. Neben diesen Themen beteiligte er sich auch an Kunstreiseführern über Polen und Schlesien.

## Schriften (Auswahl)

### Bücher
- DuMont Kunst Reiseführer Schlesien: Deutsche und polnische Kulturtradition in einer europäischen Grenzregion, DuMont Reiseverlag, Ostfildern 2006, ISBN 978-3-7701-4418-1
- Wohin steuert Polen. Das schwierige Erbe der Kaczynskis, Ch. Links Verlag, Berlin 2008, ISBN 978-3-86153-468-6.
- Polens eigensinniger Held. Wie Lech Walesa die Kommunisten überlistete, Berliner Wissenschafts-Verlag (BWV), Berlin 2010, ISBN 978-3-8305-1767-2.
- Ungarn: Ein Länderporträt, Ch. Links Verlag, Berlin 2012, ISBN 978-3-86153-668-0.
- Bronislaw Geremek. Der Stratege der polnischen Revolution, Berliner Wissenschafts-Verlag (BWV), Berlin 2014, ISBN 978-3-8305-3251-4.
- Nationalismus im Osten Europas. Was Kaczynski und Orban mit Le Pen und Wilders verbindet, Ch. Links Verlag, Berlin 2017, ISBN 978-3-86153-939-1.
- Polens diensteifriger General: späte Einsichten des Kommunisten Wojciech Jaruzelski. BWV Berliner Wissenschafts-Verlag, Berlin 2018, ISBN 978-3-8305-3861-5.
- Das Bollwerk des Katholizismus wankt, Tectum Verlag, Baden-Baden 2021, ISBN 978-3-8305-3251-4
- Polen im 21. Jahrhundert. Angekommen im europäischen Gemeinwesen - oder unterwegs auf nationalistischen Sonderwegen? Tectum Verlag, Baden-Baden 2023, ISBN 978-3-8288-4825-2.

| Personendaten    | Personendaten                      |
| ---------------- | ---------------------------------- |
| NAME             | Vetter, Reinhold                   |
| ALTERNATIVNAMEN  | Albrecht, Reinhold                 |
| KURZBESCHREIBUNG | deutscher Journalist und Publizist |
| GEBURTSDATUM     | 1946                               |
| GEBURTSORT       | Hollabrunn                         |